# Niederländische Basketballnationalmannschaft der Damen
Die niederländische Basketballnationalmannschaft der Damen vertritt die Niederlande bei internationalen Basketballwettbewerben und wird vom niederländischen Basketballverband  (niederländisch Basketbal Nederland) organisiert.
Bis zum Ende der 80er Jahre nahm die Mannschaft regelmäßig an Europameisterschaften teil und erreichte 1966 mit dem 5. Platz das beste Ergebnis. Als Gastgeber richtete der niederländische Verband die Basketball-Europameisterschaft der Damen 1970 aus.

## Abschneiden bei internationalen Wettbewerben

### Olympische Spiele
| - keine |

### Weltmeisterschaften
| - 1979 – 8. Platz |

### Europameisterschaften
| - 1950 – 12. Platz - 1956 – 12. Platz - 1958 – 8. Platz - 1960 – 8. Platz - 1966 – 5. Platz - 1968 – 12. Platz | - 1970 – 7. Platz - 1972 – 11. Platz - 1974 – 11. Platz - 1976 – 11. Platz - 1978 – 10. Platz - 1980 – 6. Platz | - 1981 – 6. Platz - 1983 – 8. Platz - 1985 – 11. Platz - 1989 – 6. Platz |

## Kader
Eine Übersicht des Kaders findet sich beispielsweise in der englischsprachigen Fassung dieses Artikels oder auf dem Internetportal eurobasket.com (s. Abschnitt Weblinks).